# Fabii
Légende :
♦Patricien, ♦Plébéien, ♦Consulaire, ♦Sénatorial, ♦Équestre
Gens et Liste des gentes romaines
Les Fabii (au singulier: Fabius) sont les membres de la gens Fabia, une illustre famille de la Rome antique qui prétend descendre d'Hercule par une fille d'Évandre.

## Histoire

### Origines
L'origine des Fabii reste discutée : pour Jean Gagé, ils sont peut-être des Falisques, ; pour A. Ruggiero, des Étrusques de Caere (Cerveteri) ou de Clusium (Chiusi),. La première occurrence de l'anthroponyme Fabius est datée du dernier tiers du VIIe siècle av. J.-C. : une inscription étrusque sur un vase découvert dans la tombe no 142 de nécropole de Banditaccia, près de Cerveteri, mentionne un Kalatur Phapena, soit Calator Fabius,,.
Selon la tradition, la gens Fabia est ainsi nommée pour avoir introduit à Rome la culture de la fève (faba en latin) d’où le nom de Fabia. Une des tribus de Rome prend le nom de cette famille.
Les Fabii prétendent descendre du héros Hercules : d'après Plutarque, Fabius Maximus, après avoir enlevé à Tarente la statue colossale d'Héraklès, l'installe au Capitole et fait ériger, auprès d'elle, sa propre statue équestre ; en 145 av. J.-C., Q. Fabius Maximus Æmilianus sacrifie à l'Hercule de Gadès avant de partir en campagne contre les Lusitaniens de Viriate ; et, pour Ovide, les Fabii sont une gens Herculea. Pour Paul Marius Martin, la tradition faisant des Fabii des descendants d'Hercule est fondée sur le culte archaïque que la gens rend à un Faunus-Silvanus primitif, assimilé à l'Hercule italique. Mais Dominique Briquel rattache la même tradition à un motif courant dans la légende du héros, à savoir son union avec une femme indigène qui, d'après Silius Italicus, serait la fille d'Évandre, son hôte, et serait peut-être nommée Acca Larentia. Cela rapprocherait les Fabii de Romulus et Rémus, les jumeaux fondateurs de Rome par l'homonymie avec leur nourrice, épouse du berger Faustulus.

### Sous la République et l'Empire
Les Fabii sont une des cinq gentes maiores de la République,,,. Parmi les gentes maiores, c'est-à-dire les plus illustres gentes patriciennes de la République, celle des Fabii est l'une des premières à s'éteindre sous l'Empire. Les Fabii patriciens disparaissent des fastes en 34 ap. J.-C. sous Tibère. Elle reste reconnue aujourd'hui grâce à sa riche tombe peinte sur l'Esquilin.
Une inscription funéraire, retrouvée en 2006 près de la nécropole de Pianabella, au sud de l'Ostie actuelle, indique : « ci-gît / Q(uintus) Fabius Long[us…] / Caninia Long[a…] / Alfidia Grapte sa femme […] / mère de Fabi[us…] / [sont] / Juifs. » La formulation et les critères paléographiques suggèrent l'époque augustéenne ou julio-claudienne. Cette inscription prouve la présence de Juifs intégrés à la société locale, les Fabii Longi Iudaei, avec les Lucilii Gamalae, qui trouvent leurs racines lointaines à Gamala de Galilée. Le cognomen Longus doit avoir été adopté à l'époque augustéenne ou plus tôt. Il s'agit peut-être de la plus ancienne attestation de la présence juive à Ostie, ou absolument de l'histoire des Juifs en Italie. Ils durent jouer un rôle dans la construction de la synagogue d'Ostie.

### Branches
Les principales branches de la gens Fabia portent les cognomina suivants : Ambustus, Buteo, Maximus, Pictor et Vibulanus. Le praenomen Numerius, peu usité, apparaît dans la gens Fabia après le désastre du Crémère qui faillit causer la disparition de la famille, après qu'un des survivants épouse une des filles de Numerius Otacilius, un Samnite de Malventum. Le praenomen apparaît principalement dans les branches des Pictores et des Buteones.

## Principaux membres

### Sous la République

#### Fabii VibulanietAmbusti
- Kaeso Fabius, (v.-550 - ?)
  - Quintus Fabius Vibulanus, (v.-530 - -480), consul en 485 et 482 av. J.-C.
  - Kaeso Fabius Vibulanus, (v.-525 - -477), consul en 484, 481 et 479 av. J.-C.[a 1]
  - Marcus Fabius Vibulanus, (v.-525 - -477), consul en 483 et 480 av. J.-C.
    - Quintus Fabius Vibulanus, (v.-505 - ap.-449), consul en 467, 465 et 459 av. J.-C. et décemvir en 450 et 449 av. J.-C.
      - Marcus Fabius Vibulanus, (v.-480 - ap.-431), consul en 442 av. J.-C. et tribun consulaire en 433 av. J.-C.
        - Numerius Fabius Ambustus, (v.-440 - ap.-390), tribun consulaire en 406 et 390 av. J.-C.
          - Marcus Fabius Ambustus, (v.-405 - ap.-340), consul en 360, 356 et 354 av. J.-C., dictateur en 351 av. J.-C. et maître de cavalerie en 322 av. J.-C.
            - Quintus Fabius Maximus Rullianus, (v.-360 - ap.-291), voir plus bas les Fabii Maximi;
            - Caius Fabius Ambustus, (v.-355 - ap.-315);

          - Caius Fabius Ambustus, (v.-400 - ap.-355), consul en 358 av. J.-C.

        - Kaeso Fabius Ambustus, (v.-440 - ap.-409), tribun consulaire en 404, 401, 395 et 390 av. J.-C.
          - Marcus Fabius Ambustus, (v.-415 - ap.-363), tribun consulaire en 381 et 369 av. J.-C. et censeur en 363 av. J.-C.
            - Fabia, (v.-390 - ?) épouse de Servius Sulpicius Praetextatus;
            - Fabia, (v.-385 - ap.-304), épouse de Caius Licinius Stolon;

        - Quintus Fabius Ambustus Vibulanus, (v.-435 - ap.-390), tribun consulaire en 390 av. J.-C.
          - ? Quintus Fabius Ambustus, maître de cavalerie en 344 av. J.-C. et dictateur en 321 av. J.-C.

      - Quintus Fabius Vibulanus Ambustus, (v.-465 - ap.-413), consul en 423 av. J.-C. et tribun consulaire en 416 et 414 av. J.-C.
      - Numerius Fabius Vibulanus, (v.-465 - ap.-407), consul en 421 av. J.-C. et tribun consulaire en 415 et 407 av. J.-C.

#### Fabii DorsonesetPictor
- Fabius Dorsuo, pontif en -390;
  - Marcus Fabius Dorso, (v.-395 - ap.-345), consul en 345 av. J.-C.
    - Marcus Fabius, (v.-350 - ?)
      - Caius Fabius Dorso Licinus, (v.-315 - ap.-273), consul en 273 av. J.-C.
        - Marcus Fabius Licinus, (v.-290 - ap.-246), consul en 246 av. J.-C.

      - Marcus Fabius Buteo,
        - Numerius Fabius Buteo, (v.-290 - ap.-224), consul en 247 av. J.-C. et maître de cavalerie en 224 av. J.-C. ;
        - Marcus Fabius Buteo, (v.-295 - -210), consul en 245 av. J.-C., censeur en 241 av. J.-C. et dictateur en 216 av. J.-C. ;
          - ? Marcus Fabius Buteo, (v.-240 - ap.-201), préteur en -201;
            - ? Quintus Fabius Buteo, (v.-220 - ap.-168), préteur de Gaule en -181;
            - ? Numerius Fabius Buteo, (v.-210 - ap.-173), préteur d'Hispanie Citérieur en -173;

          - Fabius Buteo, exécuter par son père vers -220;
          - Quintus Fabius Buteo, (v.-235 - ap.-196), préteur d'Hispanie Ultérieur en -196;

    - ? Caius Fabius Pictor, (v.-330 - ap.-304), peintre du temple de Salus;
      - Caius Fabius Pictor, (v.-310 - ap.-269), consul en 269 av. J.-C. ;
        - (Fabius Pictor), (v.-280 - ?)
          - Quintus Fabius Pictor, (v.-250 - ap.-216), ambassadeur en 216 av. J.-C. et historien romain de la fin du IIIe siècle av. J.-C. ;
            - Quintus Fabius Pictor, (v.-220 - -167), préteur de Sardaigne en -189;
              - Fabius Pictor, (v.-190 - ?), auteur d'un livre sur les lois des pontifes;
                - Numerius Fabius Pictor, (v.-150 - ?), triumvir monétaire vers -124;

      - Numerius Fabius Pictor, (v.-305 - ap.-266), consul en 266 av. J.-C. ;

#### Fabii Maximi
- Quintus Fabius Maximus Rullianus, (v.-360 - ap.-291), maître de cavalerie en 325, 324, 302 et 301, consul en 322, 310, 308, 297 et 295, dictateur en 315 et 313 et censeur en 304 av. J.-C.
  - Quintus Fabius Maximus Gurges, (v.-330 - ap.-276), consul en 292 et 276 av. J.-C. (et 265 av. J.-C. ?)
    - Quintus Fabius Maximus Gurges (en), (v.-310 - ap.-265), consul en 265 av. J.-C.
      - Quintus Fabius Maximus Verrucosus, (v.-285 - -203), consul en 233, 228, 215, 214 et 209, censeur en 230 et dictateur en 221 (?) et 217 av. J.-C.
        - Quintus Fabius Maximus, (v.-255 - -207/3), consul en 213 av. J.-C.
          - Quintus Fabius Maximus, (v.-225 - -196), augure en -203;

        - (Fabius Maximus), (v.-240 - ?);
          - Quintus Fabius Maximus, (v.-215 - ap.-181), préteur pérégrin en -181;
            - Quintus Fabius Maximus Aemilianus, (v.-186 - v.-130), fils adoptif du précédent, consul en 145 av. J.-C.
              - Quintus Fabius Maximus Allobrogicus, (v.-164 - ap.-111), consul en 121 et peut-être censeur en 108 av. J.-C.
                - Quintus Fabius Maximus, (? - ap.-91);
                  - Quintus Fabius Maximus, (v.-85 - 31/12/-45), consul suffect en -45;
                    - Fabia Paullina, épouse de Marcus Titius;
                    - Paullus Fabius Maximus, (-46 - 14), consul en -11;
                      - Paullus Fabius Persicus, (v.-1 - v.55), consul en 34;
                        - ? Fabius Num(antinus), (? - ap.59);
                        - ? Persicus Asturicus, noble romain cité par Juvénal;

                    - Africanus Fabius Maximus, (-45 - ap.-5), consul en -10;
                      - ? Fabia Numantina, (? - ap.24), épouse de Sextus Appuleius puis de Plautius Silvanus;

            - Quintus Fabius Maximus Servilianus, (v.-183 - ap.-141), fils adoptif du préteur de -181, consul en 142 av. J.-C.
              - Quintus Fabius Maximus Eburnus, (v.-158 - v.-100), consul en 116 et peut-être censeur en 108 av. J.-C.
                - Fabius Maximus, (? - v.-108);

      - Fabia
      - ? Quintus Fabius, (v.-260 - ?)
        - Quintus Fabius Labeo, (v.-225 - ap.-167),consul en 183 av. J.-C. ;
          - Quintus Fabius Labeo, (v.-190 - ?);
            - Quintus Fabius Labeo, (v.-150 - ap.v.-110), préteur d'Hispanie Citérieur vers -110;

  - Fabia, épouse d'Aulus Atilius Calatinus;

#### Fabii Hadriani
- Caius Fabius, (v.-155 - ?)
  - Caius Fabius Hadrianus, (v.-130 - -82), propréteur d'Afrique en -83;
  - ? Marcus Fabius Hadrianus, (v.-120 - ap.-72), légat de Lucullus;
    - ? Caius Fabius (Hadrianus), (v.-100 - ap.-57), préteur en -58;

#### Autres
- Caius Fabius Catulus, duumvir d'Hadrumentum en -94.
- Fabia, vestale en -73, belle-sœur de Cicéron.
- Lucius Fabius Hispanensis, questeur en -81.
- Caius Fabius, tribun de la plèbe en -55, légat de César.
- Quintus Fabius Vergilianus, légat en -53, partisans de Pompée.
- Fabius Maximus, originaire de Narbonnaise, chevalier romain partisans de Pompée en -49.
- Fabia, fille d'un Publius, épouse de Marcus Sextilius et grand-mère de l'empereur Vitellius.

### Sous l'Empire

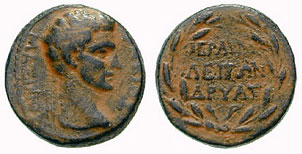
Pièce célébrant l'amitié de Fabius Maximus et d'Auguste

#### Fabii Barbari
- Quintus Fabius Barbarus Antonius Macer, (v.20 - ap.64), consul suffect en 64;
  - ? Fabia Barbara, épouse de Lucius Aelius Lamia Plautius Aelianus
  - ? Quintus Fabius Barbarus Valerius Magnus Iulianus, (v.60 - ap.99), consul suffect en 99;

#### Fabii Iuliani
- Marcus (Fabius);
  - Quintus Fabius Iulianus Optatianus Lucius Fabius Geminus Cornelianus, (v.90 - ap.131), consul suffect en 131;
    - ? Fabia H(...)la, mère de sénateurs;
    - ? Marcus Fabius Iulianus Heracleo Optatianus, Frères Arvales en 133-155;
      - ? Marcus (Fabius);
        - Lucius Fabius Cilo, (v.153 - ap.212), consul II en 204, préfet de Rome;
          - ? (Fabius);
            - ? Fabius Fortunatus Victorinus, frère Arvales en 224;

#### Fabii Agrippini
Les Fabii Agrippini sont originaire d'Ostie, ils sont inscrits dans la tribu Veturia.
- Caius Fabius Rufus, (v.-40 - ?);
  - Caius Fabius Longus, (v.-5 - ?), primipile;
    - Caius Fabius Longus, (v.20 - ?), primipile;
      - Caius Fabius Agrippa, (v.50 - ?), décurion, édile et duumvir d'Ostie;
        - ? Caius (Fabius), (v.80 - ?);
          - Caius Fabius Agrippinus, (v.105 - ap.148), consul suffect en 148;
            - Fabia Agrippina, (v.125 - ap.148);
            - ? (Fabius Agrippinus), (v.130 - ?);
              - ? (Fabius Agrippinus), (v.155 - ?);
                - ? Fabius Agrippinus, (v.180 - 219), consul suffect vers 216/7, exécuter par Elagabal;

#### Autres
- Publius Fabius Firmanus, consul suffect vers 40.
- Fabius, chevalier romain exécuter par Claude en 48.
- Fabius Romanus, chevalier romain sous Néron.
- Fabius Rusticus, historien romain contemporain de Néron, son œuvre est aujourd'hui perdue.
- Fabius Valens, consul suffect en 69 ;
- Marcus Fabius Fabullus, légat de la legio V Alaudea en 69.
- Marcus Fabius Quintilianus, (v. 35 - v. 96/7), rhéteur.
- Quintus Fabius Commodus, tribun de la legio II Adiuxtrix sous Trajan.
- Quintus Fabius Postuminus, consul suffect en 96.
- Lucius Fabius Tuscus, consul suffect en 100.
- Lucius Fabius Iustus, consul suffect en 102.
- Quintus Fabius Catullinus, consul en 130 ;
- Marcus Fabius Aper, consul suffect en 176 ;
- Fabia Fuscinilla, épouse de Clodius Celsinus[b 1];
- Fabius Titianus, consul en 337.